# Arturo Ugalde Meneses
Arturo Ugalde Meneses (28 de diciembre de 1954, Santa Cecilia Acatitlán, Tlalnepantla de Baz, Estado de México) es un abogado y político mexicano perteneciente al Partido Revolucionario Institucional. Actualmente es el Secretario Coordinador Ejecutivo, dentro de la Confederación Nacional de Organizaciones Populares, del Partido Revolucionario Institucional. Obtuvo la licenciatura en Derecho, en la Escuela Nacional de Estudios Profesionales Acatlán, perteneciente a la Universidad Nacional Autónoma de México, es especialista en Derecho Municipal, destacando que obtuvo mención honorífica.
En su carrera, se desempeñó como abogado de oficio, así como litigante privado, fue también funcionario público dentro del Gobierno del Estado de México, entre otros cargos fue director del Penal del Barrientos, en Tlalnepantla de Baz y Secretario General de Gobierno de la entidad mexiquense, dentro del mandato del Dr. César Camacho. Dentro de sus labores políticas, ha sido dos veces Presidente Municipal de Tlalnepantla de Baz. La primera gestión se desarrolló entre los años 1994 y 1996, mientras que la segunda, quedó comprendida entre los años 2009 y  2012, y Presidente del Comité Directivo Estatal del Partido Revolucionario Institucional en el Estado de México cuando en el año 2005 el entonces candidato Enrique Peña Nieto, ganó la elección a gobernador.

## Carrera política
A mediados de los años noventa, Tlalnepantla de Baz, había llegado al punto más alto de su transformación en una ciudad industrial, dentro de lo que había sido el plan iniciado por el gobernador, Coronel Wenceslao Labra, en 1935. La ciudad había pasado de ser un territorio rural, con apenas un casco urbano que lo identificaba como una bucólica villa aledaña a la Ciudad de México, a un complejo entramado con parques industriales que durante las décadas de los años sesenta y setenta habían colocado a la industriosa Tlalnepantla de Baz, como uno de los más sobresalientes municipios del país en lo que a crecimiento y desarrollo económico se refiere, así mismo la construcción de vías de comunicación hacía el oriente de la capital mexicana, había generado un flujo económico que favorecía el fortalecimiento de las industrias establecidas en el territorio del municipio.
No obstante, al no poder seguir creciendo al mismo ritmo por diversas razones geográficas, políticas y económicas, Tlalnepantla de Baz, sufrió una recesión en materia económica que coincide con la Crisis Petrolera de la década de 1980, con lo que su nivel empleo sufrió un estancamiento del que se recuperaría de forma paulatina, entre los años 1988 y 1990, no obstante, al iniciarse la década de los noventa, la legislación en materia de contaminación ambiental se transformó, diversas instituciones de gobierno, como la Comisión Ambiental Metropolitana del Valle de México, se establecerían en el territorio municipal (aun cuando ésta, pertenece al Gobierno del Distrito Federal), debido al crecimiento de partículas nocivas para la salud pública en el medio ambiente, razón por la que el gobierno decidió certificar a las empresas de la localidad para evitar la emisión en el Valle de México de contaminantes nocivos. El fenómeno alcanzó su momento más importante entre 1994 y 1996 que aunados a la Crisis del Efecto Tequila, generaron una salida de una cantidad importante de industrias pesadas y manufactureras del municipio.
A nivel municipal, el gobierno encabezado por Arturo Ugalde Meneses, llevó a cabo importantes proyectos y planificaciones que determinaron el rumbo de los gobiernos que durante la siguiente década estarían a la cabeza del municipio. Durante la gestión municipal de 1994 a 1996, se constituyó el OPDM, es decir, el sistema de aguas de Tlalnepantla, así mismo se logró, por primera vez, tener la misma cantidad de árboles plantados que habitantes en el municipio, se realizó el proyecto de infraestructura para mitigar los embotellamientos y caos vial en las avenidas Gustavo Baz y Mario Colín. También se reforzó la seguridad y la planificación en materia de protección civil, señalando zonas de reunión en las colonias, fraccionamientos, comunidades y unidades habitacionales de nuestra ciudad, como la proyección del mapa de riesgos, aún vigente, por parte de la Universidad Autónoma Metropolitana Azcapotzalco.
Durante su gestión como Presidente Municipal Constitucional de Tlalnepantla de Baz para el trienio comprendido entre 2009 y 2012, se reforzaron ejes básicos, en los que los ciudadanos participaron en una serie de foros temáticos, innovando en ese sentido, la construcción del plan municipal de acción, como resultado, la ciudad mantuvo un crecimiento sostenido a nivel económico, obteniendo reconocimientos de diversos sectores de la sociedad, así mismo, del Gobierno Federal, encabezado por el presidente Felipe Calderón Hinojosa, la ciudad de Tlalnepantla de Baz, se mantuvo dentro de los primeros cinco puestos de economía a nivel nacional, en lo que al PIB municipal se refiere, así también se gestionó la fundación de la UNIDE, es decir, un centro de desarrollo para personas adultas, en donde pueden realizar actividades de diferentes ámbitos y transmitir sus conocimientos a nuevas generaciones.
En 2010, la polémica alcanzó a Arturo Ugalde Meneses, cuando la Revista Proceso, publicó un artículo en donde supuestamente ganaba 421 mil pesos, duplicando el salario del Presidente Felipe Calderón. Lo que de haberse comprobado, lo hubiera colocado  como uno de los servidores públicos que mayores percepciones tendrían en el país. Sin embargo, el 21 de agosto de 2009, el presidente de México, Felipe Calderón Hinojosa, habría decretado un tope de salario vigente en la administración de Ugalde Meneses, lo que hace que el artículo de Proceso pierda fuerza y credibilidad.
Actualmente se desenvuelve dentro la política priista nacional al interior del sector popular del mismo partido, encabezando la Secretaría Coordinadora Ejecutiva de la Confederación Nacional de Organizaciones Populares, siendo el segundo al mando dentro del escalafón de dicha organización a nivel nacional.